# ベネルクス関税同盟
ベネルクス関税同盟（ベネルクスかんぜいどうめい）とは、ベルギー、オランダ、ルクセンブルクの間で1948年に発効された関税同盟であり、EC（欧州諸共同体）の原形とされている。

## 概要
第1次世界大戦、第2次世界大戦の2つの大きな戦争から、近隣のベネルクス三国（ベルギー、オランダ、ルクセンブルク）間で協力の重要性が認識されていた。
そのため、1944年の9月5日に第2次世界大戦の終戦後、ロンドンにあったベルギー・オランダ・ルクセンブルクの三国の亡命政府の協議により関税同盟の創設が決定した。
しかし、オランダの経済困難、ベルギーのオランダ農業に対する恐怖感、税制の不一致などの重大な問題により発効が遅れ、最終的に1948年1月1日に発効された。当初は関税抜きとされたものの、物品税や流通税が徴収され、その税金は互いに国境で保管するなど、その効果は限定的であった。そのため、商品，資本および労働力の移動に対する制限が撤廃される経済同盟を実現するために1958年にベネルクス経済同盟条約が締結された。尚、1960年代以降、欧州経済共同体（EEC）が発足すると、EECが完全にベネルクス経済同盟に取って代わることとなった。